# Cinnamodendron
Cinnamodendron, rod drveća iz porodice Canellaceae, dio reda Canellales. Sastoji se od 12 vrsta iz Kariba i Južne Amerike
Opisan je u Genera Plantarum (Endlicher) 1029. 1840.

## Vrste
1. Cinnamodendron angustifolium Sleumer
2. Cinnamodendron axillare (Nees) Endl. ex Walp.
3. Cinnamodendron brasiliense J.Salazar & F.Barros
4. Cinnamodendron catarinense J.Salazar & F.Barros
5. Cinnamodendron corticosum Miers
6. Cinnamodendron cubense Urb.
7. Cinnamodendron dinisii Schwacke
8. Cinnamodendron ekmanii Sleumer
9. Cinnamodendron occhionianum F.Barros & J.Salazar
10. Cinnamodendron sampaioanum Occhioni
11. Cinnamodendron tenuifolium Uittien
12. Cinnamodendron venezuelense Steyerm.